# James Murphy (hudebník)
James Murphy (* 4. února 1970 Princeton Junction) je americký hudebník, diskžokej a hudební producent, vůdčí osobnost projektu LCD Soundsystem.

## Kariéra
V letech 2001 až 2011 a znovu od roku 2015 je členem skupiny LCD Soundsystem. Na většině nahrávek skupiny nahrával Murphy veškeré nástroje sám bez doprovodu jiných hudebníků. V roce 2014 přednášel na festivalu by:Larm v norském Oslu. Jako producent se podílel například na albech Mosquito (2013) skupiny Yeah Yeah Yeahs nebo Reflektor skupiny Arcade Fire z téhož roku. V roce 2013 rovněž remixoval píseň „Love Is Lost“ z alba The Next Day zpěváka Davida Bowieho. Rovněž hrál na perkuse na Bowieho posledním albu Blackstar z roku 2016. Původně bylo plánováno, že bude Murphy desku produkovat.
Roku 2014 složil hudbu k filmu While We're Young režiséra Noaha Baumbacha. S režisérem spolupracoval již v roce 2010 na snímku Greenberg. Téhož roku připravil ve spolupráci se společností IBM hudební zpracování dat z tenisových turnajů US Open a vytvořil z nich písně. Tímto způsobem vzniklo více než čtyři sta hodin hudby. V roce 2012 hrál ve filmu The Comedy režiséra Ricka Alversona. Roku 2013 režíroval krátkometrážní film Little Duck. Dlouhodobě, již od roku 1999, má zájem o změnu zvuků turniketů v newyorském metru. V roce 2015 otevřel v New Yorku restauraci Four Horsemen. Roku 2019 si otevřel kavárnu Daymoves.

## Diskografie
- A Christening (Falling Man, 1988)
- Cosmovalidator (Pony, 1994)
- Soundtrack for Disaster (Shove, 1996)
- 3/5 (Les Savy Fav, 1997)
- Law of Ruins (Six Finger Satellite, 1998)
- A New Machine for Living (Turing Machine, 2000)
- Gotham! (Radio 2, 2002)
- Echoes (The Rapture, 2003)
- Automato (Automato, 2004)
- Aperitivo (Munk, 2004)
- Less Than Human (The Juan MacLean, 2005)
- LCD Soundsystem (LCD Soundsystem, 2005)
- Sound of Silver (LCD Soundsystem, 2007)
- Ciao! (Tiga, 2009)
- Stuck on Nothing (Free Energy, 2010)
- This Is Happening (LCD Soundsystem, 2010)
- From the Cradle to the Rave (Shit Robot, 2010)
- Reflektor (Arcade Fire, 2013)
- Mosquito (Yeah Yeah Yeahs, 2013)
- Blackstar (David Bowie, 2016)
- American Dream (LCD Soundsystem, 2017)
- New Body Rhumba (LCD Soundsystem, 2022)